# Merkurius naturliga satelliter
Merkurius naturliga satelliter syftar på det sökande som gjorts efter naturliga satelliter runt Merkurius. En kort tid under tidigt 1970-tal troddes en sådan ha upptäckts. Det visade sig dock snabbt vara ett misstag. Att från Jorden upptäcka en naturlig satellit runt Merkurius skulle vara svårt på grund av att planeten befinner sig så pass nära Solen. Exempelvis observerades inte Merkurius inom det infraröda spektrumet förrän 1995. NASA:s rymdsond MESSENGER, hade ännu 2012 inte upptäckt någon sådan himlakropp. även om analysering av Messengers sökanden från 2011 och 2013 inletts.
En naturlig satellit runt Merkurius förmodades ha upptäckts på 1970-talet. Den 27 mars 1974, två dagar före Mariner 10 passerade planeten, började instrumenten registrera stora mängder ultraviolett strålning som enligt en astronom "inte skulle varit där". Dagen därpå hade strålningen försvunnit, men den återkom tre dagar senare och antogs komma från en himlakropp skild från Merkurius. Vissa astronomer spekulerade i om det kunde vara en stjärna, medan andra menade att det var en naturlig satellit på grund av att den starka strålningen rörde sig i två olika riktningar.
Himlakroppens hastighet räknades till 4 kilometer per sekund, vilket matchade den antagna hastigheten för en naturlig satellit. Snart visade det sig att föremålet rörde sig bort från Merkurius, och himlakroppen identifierades som stjärnan 31 Crateris. Orsaken till den strålning som uppmättes den 27 mars detta år är ännu okänt. 31 Crateris är en spektroskopisk dubbelstjärna med en period på 2,9 dagar, vilket kan ha varit källan till den ultravioletta strålningen.
Händelsen ledde dock till framgångar inom studierna av ultraviolett strålning.

## Messenger
NASA föreslog namnet Caduceus, efter staven som bars av gudomen Merkurius i den romerska mytologin i samband med ett aprilskämt om att Messenger hittat en naturlig satellit runt Merkurius Messenger sökte även efter naturliga satelliter runt Merkurius under 2011 och 2013.

### Fotnoter
1. 1 2 3 4 5 6  Mercury's Moon
2. 1 2  Malcolm W. Browne - An Airborne Telescope Risks a Look At Mercury (1995) - The New York Times
3. ↑  Johns Hopkins University (1 oktober 2014). ”MESSENGER Provides New Look at Mercury's Landscape, Metallic Core, and Polar Shadows”. Pressmeddelande.  Läst 1 oktober 2014. Arkiverad från originalet den 13 maj 2013.
4. 1 2  ”MESSENGER to Capture Images of Earth and Moon During Search for Satellites of Mercury (2013)”. Arkiverad från originalet den 25 juli 2013. https://web.archive.org/web/20130725002343/http://messenger.jhuapl.edu/news_room/details.php?id=242.
5. ↑  Stratford, R.L. (1980). ”31 Crateris reexamined”. The Observatory 100:  sid. 168. (HD 104337 near 11 58 17.515 -19 22 50.18)
6. ↑  ”NASA - Featured Image”. Arkiverad från originalet den 1 augusti 2020. https://web.archive.org/web/20200801211601/http://www.nasa.gov/mission_pages/messenger/multimedia/messenger_orbit_image20120401_1.html. (notera: bilderna visar 243 Ida)